# 蔣胤修
蔣胤修（？—？），后改名蔣永修，字慎斋，江西宜兴人。清朝政治人物，同進士出身。
蒋如斗之子。早年与陈维崧同为秋水社詞友。順治四年，三甲進士，授刑科給事中，以“敢言，不避权贵”著称，轉户部给事中，官至平越府知府，擢按察副使提督山东学政，后升任湖廣提學使。著有《孝经集解》。有子蒋景祁。